# 艾奥尼 (加利福尼亚州)
艾奥尼（英語：Ione），是美国加利福尼亚州阿马多尔县下属的一座城市。建市于1953年3月23日，面积大约为4.76平方英里（12.3平方公里）。根据2010年美国人口普查，该市有人口7,918人。